# Saint Edward's University
La Saint Edward's University è un'università privata di indirizzo cattolico con sede a Austin, nello stato americano del Texas.
La Saint Edward's Academy fu aperta nel 1877 dai missionari della Congregazione di Santa Croce sotto la guida del loro superiore, Édouard Sorin, e fu intitolata al santo di cui Sorin portava il nome, Edoardo il Confessore. La scuola fu elevata al rango di college nel 1855 e a quello di university nel 1925.